# Kronérs sommargäster
Kronérs sommargäster är ett svenskt musik- och underhållningsprogram som hade premiär på SVT den 3 augusti 2019. Varje vecka bjuder Lasse Kronér in en folkkär artist. I programmet blir det både samtal, sång och musik. För musiken står husbandet under ledning av Per Hovensjö. Ett stående inslag är att Kalle Lind tittar tillbaka på året då gästen var 15 år gammal.Inspelningsplats är ön Knarrholmen, som är belägen i Göteborgs södra skärgård där Kronér tillbringade sina somrar som liten.

## Medverkande gäster[3]
- Lasse Berghagen
- Uno Svenningsson
- Louise Hoffsten
- Lisa Miskovsky
- Christer Sjögren